# Istoria medicinei

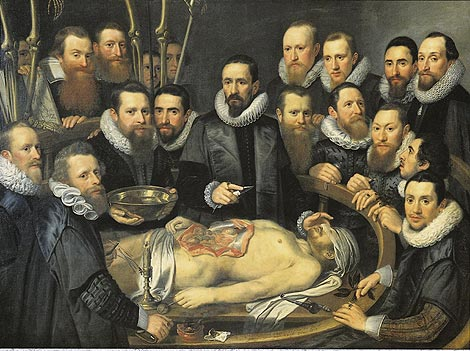
Lecția de anatomie a dr. Willem van der Meer, tablou al pictorului olandez Michiel Jansz van Mierevelt (1617).

Istoria medicinei se ocupă atât de evoluția medicinei ca știință, cât și de contribuțiile diverselor personalități în acest domeniu.
Medicina nu a apărut ca știință așa cum este cunoscută astăzi. De la arta vracilor și șamanilor, care pretindeau că alungă duhurile rele și de la medicina sacerdoților care practicau în umbra templelor, până la medicina modernă este o cale lungă. Dacă medicul medieval și renascentist era un erudit, bun cunoscător atât al textelor clasice, cât și al astrologiei și alchimiei, medicul modern trebuie să fie atât savant, cât și cetățean, care să aplice știința actuală în scopul modificării pozitive a condițiilor de mediu natural și social.

## Preistorie
Boala a preexistat apariției omului pe Pământ: La animale cu îmbolnăviri de diferite tipuri, se înregistrează comportamente care pot fi încadrate printre activitățile tămăduitoare. Astfel, mamiferele obișnuiesc să-și lingă rănile (prin care se realizeaza și o dezinfecție datorită antibioticelor din salivă), își expun la soare părțile suferinde, în caz de indigestie chiar și carnivorele consumă iarbă.
Deci acțiunea de vindecare a existat înainte de apariția omului. Există o filogeneză a activității vindecătoare. Se remarcă însă o deosebire esențială între acțiunile vindecătoare din lumea biologică și cele din medicina umană. Cele din prima categorie sunt instinctive, fiziologice în timp ce acțiunile medicinei umane se bazeaza pe conștiință, gândire, strategie. 
Medicina umană a apărut și evoluat din necesitatea păstrării forței de muncă, necesitatea îngrijirii nou-născutului și a gravidei, necesitatea combaterii durerii.
Există trei izvoare principale pentru studiul medicinei preistorice:
- paleopatologia: (patologia veche) studiază urme ale proceselor de vindecare și procese patologice conservate pe scheletele vechi, preistorice, studiate cu mijloace moderne de investigare. Principala sursă de informație privind această perioadă o constituie analiza oaselor fosile. Paleopatologia ne arată bolile de care a suferit omul primitiv dintre care cele mai multe exista și astăzi.

S-au evidențiat leziuni de tip reumatismal, de tip osteomielitic, leziuni osoase tuberculoase, luetice, leziuni de tumori osoase (osteosarcoame), tuberculoză, sifilis, fracturi, dar și primele forme de intervenții chirurgicale cum ar fi trepanarea și amputarea.
- arheologia medico-istorică: cercetează obiecte ce au legatură cu igiena și practica medicală, instrumentarul medical, obiectele magice etc.
- etnoiatria: studiază conceptele și practicile medicale ale unor populații aflate în prezent pe treptele inferioare ale dezvoltării sociale (triburi din Amazonia, Australia, Polinezia).

Astfel, prin metodele specifice etnologiei, studiindu-se anumite grupuri și populații așa-zis "primitive", putem deduce informații privind practicile medicale preistorice.
De asemenea și prin studiul folclorului ne putem întoarce la origini.
În cadrul primelor culturi tribale, actul medical, care avea și valențe religioase, era practicat de către vraci și șamani.
În mod empiric, se foloseau plantele ca agent tămăduitor, multe din proprietățile acestora erau descoperite întâmplător.
Speranța de viață a omului primitiv era destul de redusă. Analizându-se scheletele descoperite în diferite situri arheologice, s-a ajuns la concluzia că omul de Neanderthal, sau de Cro-magnon, sau cel al mezoliticului în aproape 90% din cazuri nu ajungea la 40 de ani. Față de sinantrop, care, în peste 70% din cazuri, murea înainte de a avea 15 ani, înregistrăm un vizibil progres.
Concepția medicala era una animistă, demoniacă, boala fiind vazută ca o parazitare a organismului de către un demon. Tratamentul bolii era realizat de către vindecatorii triburilor primitive, care reușeau eliminarea demonilor cauzatori de boală. În peștera Les trois frères este reprezentat primul medic, efectuând un dans ritual (paleolitic).
Terapia era un amestec de elemente magico-religioase cu elemente de vindecare empirice.
Strategiile de vindecare diferă în funcție de etiologie: incantații, înșelarea spiritului malefic etc. Nu exista etică si deontologie în practica medicală, vindecătorul e doar mediator, nu își asumă răspunderea actului vindecării (aceasta apare odată cu medicina hipocratica,  medicina științifică.
Partea magică era ajutata și de obiectele magice: amulete (fragmente de os, dinți de animal, pietre semiprețioase), figurine (antropomorfe, zoomorfe) purtate în scop profilactic, talismane (cu anumite semnificații), tatuaje, măști etc.
Omul primitiv era mereu în căutarea hranei, dar o dată cu apariția surplusului de produse, apare și primul medic, un pas catre civilizarea societății.

## Antichitate
Metodele de vindecare cele mai cunoscute în antichitate erau:
- luarea de sânge, care era considerată o metodă de vindecare a hipertensiunii, febrei, migrenei, apoplexiei;
- descântecul;
- poțiunea halucinogenă, care se utiliza în timpul intervențiilor chirurgicale;
- lobotomie, prin care se trata schizofrenia, depresia.

### Egiptul antic

Actul medical în anticul Egipt

Cele mai multe informații privind medicina acestei perioade provin de la celebrele papirusuri medicale. Unul dintre cele mai celebre este papirusul Edwin Smith (descoperit în 1930). Alte surse de informații: Odiseea lui Homer, scrierile unor istorici ca Herodot și Diodor din Sicilia.
Medicina nu era practicată de vrăjitori sau vraci ca în triburile primitive, ci de medici laici care totuși colaborau cu sacerdoții. Medicii erau în mare parte specializați pe domenii, fiecare ocupându-se de o grupă de boli. Aceștia posedau cunoștințe temeinice, redate printr-o  impresionantă literatură medicală și aveau faimă binecunoscută și peste hotare. Spre exemplu, regii persani Cyrus și Darius au avut în serviciul lor medici egipteni.
Intervențiile chirurgicale se limitau doar la deschiderea abceselor și circumcizia. Totuși chirurgii egipteni antici au fost primii care au suturat rănile.
Medicamentele folosite erau de origine naturală: miere, ulei, ceapă, usturoi etc. sau minerală: săruri de plumb, de cupru. Uneori se recurgea și la remedii care astăzi par fanteziste: organe sau excremente de animale, pilule combinate cu vin, bere etc.
Medicina egipteană a deschis largi perspective celei grecești.

### Medicina mesopotamiană
Cele mai vechi texte de medicină sunt datate în prima jumătate a mileniului al II-lea î.Hr.
În codul lui Hammurabi (sec. al XVII-lea î.Hr.) apar, printre altele, și chestiuni legate de reglementarea activității medicale: onorarii, riscuri catre pot apărea în cazul eșecului actului medical. Începutul școlii medicale poate fi considerat apariția bibliotecii de profil a lui Assurbanipal (secolul al VII-lea î.Hr.).
Cea mai amplă lucrare de acest gen este un fel de Manual de diagnosticare scris de medicul Esagil-kin-apli din Borsippa în timpul domniei regelui babilonian Adad-apla-iddina (1069 î.Hr. - 1046 î.Hr.).
Toate aceste texte arată că babilonienii, ca și egiptenii, utilizau diagnoza, prognoza, examinarea medicală și prescripțiile.

### Medicina indiană

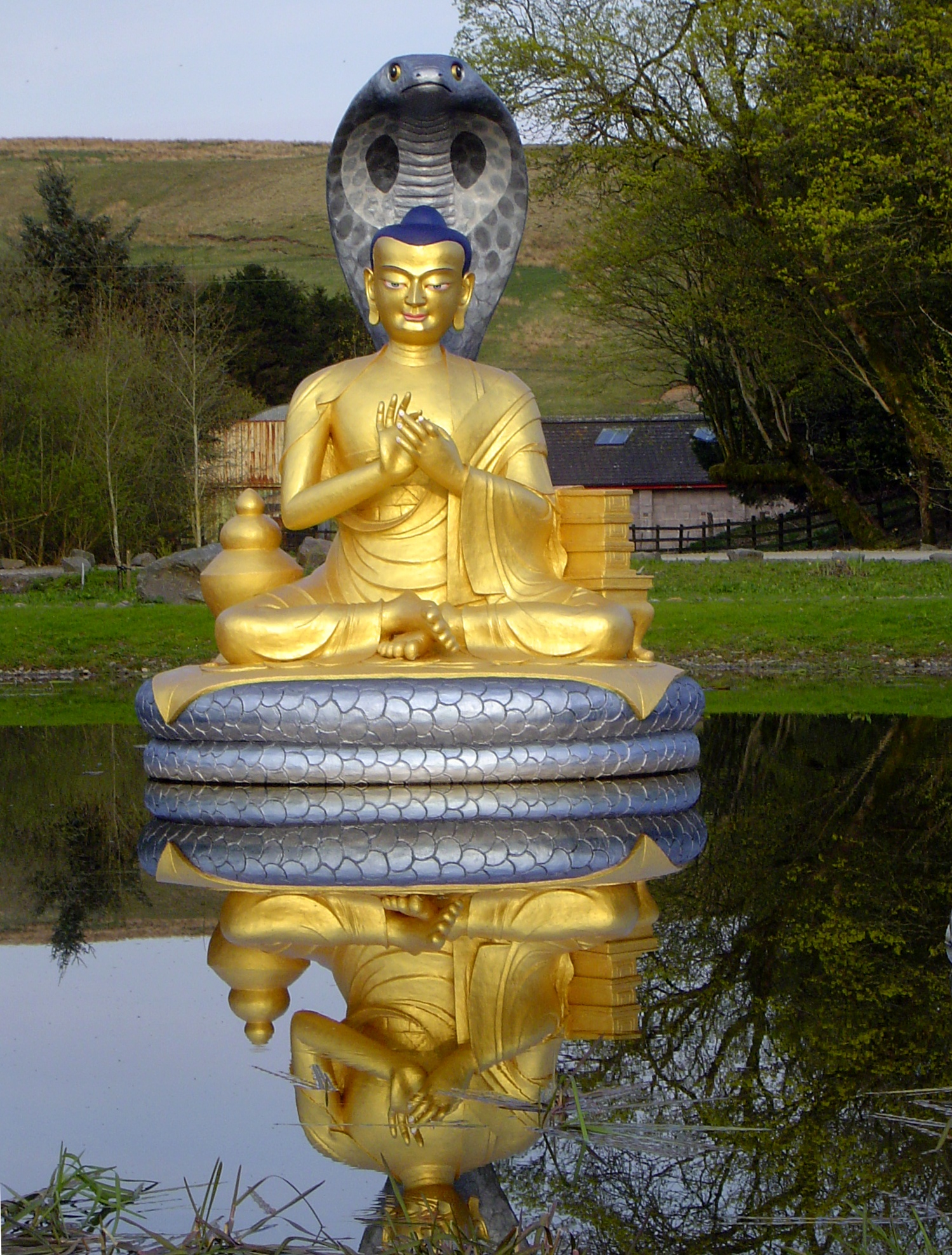
Nagarjuna, discipol al lui Buddha, inventator al multor leacuri pentru probleme psihice.

Una dintre cele mai cunoscute lucrări în domeniu este celebra Ayur-Veda (sec. V î.Hr.), scriere spirituală hindusă ce derivă din Atharva-Veda (una din cele patru Vede). Această lucrare de filozofie hindusă relevă principii noi, care formează ceea ce astăzi se numește medicină naturistă.

### Medicina persană
Aflată la intersecția mai multor drumuri comerciale, Persia a beneficiat de condiții propice dezvoltării științei, în particular a celei medicale. La Academia din Jundishapur s-au format generații de medici.
Savantul persan Rhazes a scris un tratat de medicină, în care a cuprins toate cunoștințele acelor vremuri și observațiile proprii. Sunt descrise foarte amănunțit diverse boli printre care pojarul și variola.
Dar cea mai reprezentativă personalitate a medicinei persane este savantul Ibn Sina (Avicenna). Tratatul său de medicină rămâne o lucrare standard chiar și pentru Europa până în perioada Iluminismului.

### China antică
Având o vechime de câteva milenii, medicina chineză antică a evoluat foarte mult, dar și-a păstrat esența, dată de filozofia taoistă și confucianistă. Boala apare datorită deteriorării echilibrului dintre cele două principii fundamentale yin și yang.
Cam prin secolul al XII-lea î.Hr. se realizează diviziunea dintre clasa sacerdotală și cea a medicilor, primii ocupându-se de aspectele supranaturale ale bolilor, iar medicii de aspectele comune.
Medicii chinezi erau excelenți observatori clinici; pacienții erau supuși la examene medicale amănunțite. Anatomia era punctul slab deoarece, conform învățăturilor lui Confucius, corpul omenesc era sacru, iar cercetările anatomice erau interzise.
În ceea ce privește terapeutica, chinezii cunosteau destul de bine plantele medicinale, dar utilizau și extracte din țesuturi sau organe animale și substanțe minerale (compuși chimici).
Alte metode terapeutice originale: gimnastica medicală, masajul, acupunctura.

### Grecia antică

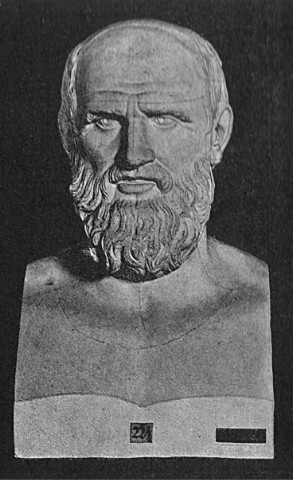
Hippocrate, părintele medicinei.

Învățații Greciei antice pot fi considerați fondatorii medicinei occidentale moderne, ei realizând separarea definitivă de magie și supranatural.
Hippocrate, părintele medicinei, caracteriza bolile ca: acute, cronice, endemice și epidemice. Boala era considerată ca un dezechilibru dintre elementele clasice (umori).

### Roma antică
Romanii au inventat numeroase instrumente chirurgicale cum ar fi: forcepsul, scalpelul, speculum, acul chirurgical. Ei au fost pionierii chirurgiei cataractei.
Romanii, la fel ca și grecii și egiptenii antici, au avut un impact foarte mare asupra medicinei și sănătății. Impactul roman a fost asupra schemelor de sănătate publică. Chiar dacă descoperirile romane nu au fost în domeniul medicinei pure, igiena proastă a oamenilor a fost o sursă constantă de boală așa încât orice îmbunătățire în sănătatea publică ar fi avut o influenta majora asupra societății.
Romanii au învățat foarte multe de la grecii antici. Primul contact cu grecii l-au avut în jurul anilor 500-146 Î.Hr., atunci când părți ale Greciei au devenit provincii ale Imperiului Roman iar până în anul 50 Î.Hr. aceștia dețineau controlul și asupra zonelor din jurul Mediteranei unde se vorbea limba greacă.
Romanii au folosit ideile grecilor dar nu le-au copiat pur și simplu. Ideile care li se păreau impractice le ignorau, ei fiind mai interesați de modalități ce ar fi avut un impact direct asupra calității vieții oamenilor din imperiu.
În primii ani ai Imperiului Roman nu existau persoane care să fi avut o profesie medicală separată. Se credea că fiecare persoană care era capul unei case știa suficient de multe despre ierburi și medicină pentru a trata bolile din casa sa.
Odată cu extinderea Imperiului Roman în Grecia, mulți doctori greci au venit în Italia și la Roma. Unii dintre aceștia erau prizonieri de război și ar fi fost cumpărați de către romani bogați pentru a lucra în casele lor, devenind indivizi valoroși pentru casele respective.
Se știe că o parte dintre acești doctori și-au cumpărat libertatea și și-au deschis propriile cabinete în Roma. După anul 200 Î.Hr., mai mulți doctori greci au venit la Roma dar succesul lor pe seama romanilor a atras o anumită neîncredere.
Chiar și așa, mulți doctori greci aveau parte de sprijinul împăraților iar cei mai buni dintre ei erau foarte populari în rândul poporului roman. De exemplu când doctorul grec Thessalus se plimba prin zonele publice, atrăgea grupuri mari de oameni la fel ca orice actor roman faimos.
Romanii credeau cu tărie în ideea că o minte sănătoasă era la fel de importantă ca un corp sănătos. Exista o credință conform căreia dacă te păstrai într-o condiție fizică bună ai fi fost mai capabil să combați boala. Decât să își cheltuie banii pe doctori, romanii preferau să îi cheltuie pentru a avea o condiție fizică bună.
În același timp, ei credeau că boala are o cauză naturală și că sănătatea proastă putea fi cauzată de apă contaminată sau apa menajeră. De aici a apărut și dorința lor de a îmbunătăți sistemul de sănătate publică în așa fel încât tot imperiul să poată beneficia. Cei care lucrau pentru romani trebuiau să fie sănătoși la fel ca și soldații. În acest sens, romanii au fost primii care au introdus un program de sănătate publică pentru toată lumea nu doar pentru cei bogați. Ei au început să dreneze mlaștinile pentru a putea scăpa de țânțarii purtători de malarie.
O atenție deosebită o primeau soldații, fără de care imperiul s-ar fi prăbușit. Accentul era pus pe accesul la apă curată și la menținerea lor într-o formă fizică bună. De cele mai multe ori soldații romani trăiau mai mult decât cetățenii obișnuiți deoarece primeau o îngrijire medicală foarte bună, în ciuda faptului că erau supuși constant pericolelor.
Orașele erau construite în apropierea izvoarelor. Dar pe măsură ce acestea creșteau la fel creștea și nevoia de apă. Cum apa nu putea fi adusă prin țezi au fost folosite conducte iar când apa intra în oraș erau folosite conducte ceramice sau de bronz mai mici. Văile mari erau traversate de apeducte. Unul dintre cele mai faimoase este apeductul de la Pont du Gard din Nimes din sudul Franței.
Roma avea o alimentare cu apă impresionantă. Sistemul a fost proiectat de Iulius Frontinus în jurul anului 97 D.Hr. Se estimează că apeductele sale alimentau Roma cu aproximativ 1000 de milioane de litri de apă pe zi.
Igiena personală era și ea foarte importantă în viața de zi cu zi iar faimoasele lor băi au jucat un rol important. Băile erau folosite de toată lumea indiferent de bogăție, acest lucru fiind evident din faptul că percepeau o sumă foarte mică la intrare.
Din scrierile lui Seneca știm că romanii cheltuiau foarte mult pe construcția băilor. El descrie băi ale căror pereți erau acoperiți cu oglinzi imense și marmură. Chiar și cei bolnavi erau încurajați să facă baie considerându-se că acest lucru i-au putea ajuta să-și recapete sănătatea.
Case romane și străzile aveau toalete. Și alte civilizații foloseau toaletele dar acestea erau pentru cei mai avuți, fiind un semn al bogăției. Pentru a face față acestor toalete, romanii aveau nevoie și de un sistem de drenaj foarte eficient.
Scriitorul Pliniu a scris că pentru mulți romani sistemul de canalizare al Romei era cea mai mare realizare a orașului. Șapte râuri au fost făcute să treacă prin canalizarea orașului pentru a ajuta la curățarea mizeriei.
Importanța igienei s-a extins până la spitalele militare care aveau sisteme de drenaj și canalizare atașate. Ei credeau cu tărie că un soldat rănit s-ar fi recuperat mult mai repede într-un mediu igienic.

### Școala elenisto-romană
Cel mai de seamă reprezentant a fost Galen din Pergam. Acesta a executat multe operații îndrăznețe pentru acea epocă, aparținând chirurgiei cerebrale și celei oculare.

## Evul mediu

### Medicina islamică
Arabii au dus mai departe realizările grecilor și romanilor. Al-Razi, în al său tratat de medicină, studiază rujeola și variola. Este primul care încearcă să demonstreze teoria umorilor și teoria elementelor clasice a lui Aristotel.
Dar cea mai importantă personalitate a școlii islamice este Avicenna. Lucrările sale, Tratat canonic de medicină (1020) și Cartea vindecării (secolul al XI-lea), rămân adevărate standarde în cadrul universităților de medicină ale zonei islamice, dar și ale Europei până în secolul al XVII-lea.

## Renașterea și iluminismul
Personalități importante ale acestei perioade au fost:
- Guy de Chauliac - considerat unul din precursorii chirurgiei moderne, după chirurgul islamic Al-Zahrawi;
- Realdo Colombo - anatomist și chirurg care a contribuit la explicarea micii circulații;
- Michael Servetus - considerat primul european care a descoperit circulația pulmonară a sângelui;
- Ambroise Paré - a sugerat utilizarea ligaturii în locul cauterizării;
- William Harvey - a descris circulația sângelui;
- John Hunter - chirurg;
- Amato Lusitano - a descris valvele ventriculare și funcționarea acestora;
- Garcia de Orta - primul care a descris holera și alte boli tropicale, precum și remediul vegetal;
- Percivall Pott - chirurg;
- Thomas Browne;
- Thomas Sydenham - supranumit Hippocrate al englezilor

Primele elemente de medicină apar în mănăstiri. Au existat călugări specializați la nivelul medicinei populare. Prima școală de medicină propriu-zisă din Europa a fost Școala medicală din Salerno, în apropierea mănăstirii Monte Cassino, unde călugărul Benedict de Nursia a întemeiat primul spital din Occident. Primul spital atestat pe teritoriul României este Vechiul Spital din Sibiu, înființat în secolul al XIII-lea.

## Medicina modernă
Din punct de vedere medical, sec. XVII este un secol dominat de medicina engleză, doar Franta mai remarcându-se în acest domeniu prin cele două facultăți importante (Paris si Montpellier), dar care se mențin pe pozitii Galeniste și se opun marilor descoperiri din domeniul medicinei.
Principalele doctrine medicale sunt iatrochimia (Paracelsius), care se dezvoltă în Țările de Jos și Germania, și iatromecanica, introdusă de Harvey, și care devine doctrina dominantă în Anglia și Italia.
Saltul calitativ este făcut prin introducerea metodelor noi de calcul, a metodelor inductive de cercetare (Francis Bacon) precum și a celor instrumentale, experimentale. Descoperirile recente ale fizicii (frații Bernoulli au fost medici), studiile pe modele in vitro au ajutat mult progresul medicinei.
Principala descoperire a secolului al XVII-lea este circulația sângelui, Harvey tipărind cartea sa Despre mișcarea inimii la Frankfurt pe Main în 1628. Deși fusese descoperit, Harvey nu a utilizat microscopul în studiile sale, preferând o lupă foarte puternică. Astfel, el nu a observat capilarele și nu a descris o circulația limfatică.  Gasparazelius, un italian contemporan cu el, a publicat în 1626 prima lucrare dedicată circulației limfatice.

## Medicina actuală
Medicina actuală este bazată pe cercetare, numită medicină bazată pe dovezi. Majoritatea bolilor au tratament, dar altele încă mai așteaptă sa fie descoperite și tratate.